# House of the Dead: Scarlet Dawn
House of the Dead: Scarlet Dawn (japan.: ハウス・オブ・ザ・デッド ～スカーレットドーン～; Hepburn: Hausu obu za Deddo 〜 Sukāretto Dōn 〜) ist ein 2018 erschienenes, von Sega Interactive entwickeltes Lightgun-Shooter-Videospiel und das auf The House of the Dead 4 (2005) folgende fünfte Hauptspiel der The-House-of-the-Dead-Reihe.
Das Spiel wurde am Wochenende des 19. bis 21. Januar 2018 in Akihabara, Japan, einem öffentlichen Test unterzogen. Es wurde am 13. September 2018 in allen japanischen Spielhallen als Arcade-Spiel veröffentlicht. Im Oktober 2018 fand das Spiel auch in allen US-amerikanischen Dave & Buster’s-Spielhallen Einzug.

## Handlung
Im Jahr 2006, drei Jahre nach den Ereignissen von The House of the Dead 4, nimmt die AMS-Agentin Kate Green zusammen mit Ryan Taylor, dem Bruder ihres verstorbenen Partners und Mentors James, an einem Undercover-Einsatz bei einem Abendessen in Scarecrow Manor teil. Der Manager entfesselt seine Armee mutierter Kreaturen auf die Gäste des Dinners. Als Kate und Ryan die Bedrohung für die Welt erkennen, machen sie sich auf den Weg, um den Manager und den von ihm ausgelösten Ausbruch zu stoppen.
Im Herrenhaus finden Kate und Ryan Hinweise darauf, dass der Verwalter, Thornheart, mit den verstorbenen Bioterroristen Dr. Curien und Caleb Goldman in Verbindung steht. Kate erklärt, dass die Vorfahren des Trios im Jahr 1880 eine Organisation gründeten, die der Auslöser für frühere Vorfälle war, die die AMS untersuchte. Thornheart erkrankte an einer tödlichen Krankheit und wurde lange Zeit für tot gehalten, überlebte aber und begann nach Curiens und Goldmans Tod mit der Entwicklung eines Projekts namens Arche Noah.
Kate und Ryan kämpfen gegen wiederauferstandene Kreaturen aus dem Vorfall in der Curien-Villa von 1998, Chariot, Hangedman und ein krakenartiges Wesen namens Priestess. In einer Kirche finden sie Thornheart, der erklärt, dass der Zweck der Arche Noah darin besteht, der Welt eine „neue [menschliche] Evolution“ zu bringen. Er lässt The Moon frei, ein baumartiges Ungetüm mit Kräften zur Luftmanipulation. The Moon wird allmählich größer und stärker. Als Ryan dies bemerkt, sticht er ihm eine Eisenstange durch den Kopf. Ein Blitz geht durch die Stange und tötet die Kreatur, von der Kate glaubt, dass es James war, der von den Toten zurückkehrte.
Am nächsten Morgen ruhen sich Kate und Ryan aus, während sie den Sonnenaufgang beobachten.

### Spielausgänge
Das Spiel hat vier Spielausgänge, die von der Leistung des Spielers abhängen. Jedes Ende schließt mit dem Text „Fortsetzung folgt im nächsten HOUSE OF THE DEAD“. Im Gegensatz zu den vorherigen Spielen ist dies das einzige Spiel, bei dem sich die Spielfigur am Ende nicht in einen Zombie verwandelt.
1. Thornheart geht durch Reihen von Brutkästen und sagt: „Es ist unmöglich, eine vordefinierte Zukunft zu ändern.“
2. In der Kirche behauptet Thornheart, dass die Tortur erst begonnen hat, und lächelt, als die Kamera ausschaltet.
3. Thornheart erhebt sich von seinem Stuhl und verlässt die Kirche mit der Bemerkung, dass er „die Evolution des Neides“ gesehen habe und schwört, „Arroganz“ folgen zu lassen.
4. Kate erinnert sich an James’ Motto, niemals die Hoffnung zu verlieren und bis zum Ende zu kämpfen, bevor sie mit Ryan Scarecrow Manor verlässt.

## Spielprinzip
Wie schon in den Vorgängerspielern handelt es sich um einen sogenannten Rail Shooter. Das Spiel wird mit der Lightgun alleine oder zu zweit gespielt. Die Bewegung innerhalb der dreidimensionalen Spielwelt erfolgt dabei automatisch, die Spieler müssen lediglich die gegenüber Ryan oder Kate auftauchenden Gegner unter Beschuss nehmen. Um Verletzungen durch gegnerische Attacken zu entgehen, sind präzises Zielen, gute Reaktionen und ein schneller Finger am Abzug gefragt.

## Charaktere
- Ryan Taylor: James Taylors Bruder, der sich Kate anschließt, um den Fall Scarecrow Manor zu lösen.
- Kate Green: James Taylors ehemalige Partnerin, die sich Ryan anschließt, um den Fall Scarecrow Manor zu lösen.
- Thornheart: Der Manager von Scarecrow Manor, der seine Armee von Kreaturen auf die Gäste loslässt. Er wird auch als der „Mystery Man“ aus den Spielen The House of the Dead III und The House of the Dead 4 entlarvt.

### Endgegner
- The Chariot (zurückgekehrt von The House of the Dead (1996))
- The Priestess
- The Hanged Man (zurückgekehrt von The House of the Dead (1996))
- The Moon

## Veröffentlichung
Das Spiel wurde am Wochenende des 19. bis 21. Januar 2018 in Akihabara, Japan, einem öffentlichen Test unterzogen. Es wurde am 13. September 2018 in allen japanischen Spielhallen als Arcade-Spiel veröffentlicht. Im Oktober 2018 fand das Spiel auch in US-amerikanischen Dave & Buster’s-Spielhallen Einzug.

## Rezeption
House of the Dead: Scarlet Dawn erhielt gemischte Kritiken. Das Design des Spielhallengehäuses wurde größtenteils als stimmungsvoll und auffällig bezeichnet. Dustin Wilcox empfand die Air Blasters und die vibrierenden Sitze als besonders effektiv. Gamerism lobte diese Features ebenfalls, fand aber die Soundabmischung des Gehäuses schlecht.
Die Grafik wurde allgemein für ihre hohe Wiedergabetreue gelobt. SEGAbits lobte die Einbeziehung von Gegnern und Endgegnern aus dem Originalspiel The House of the Dead von 1996. Einige Kritiker beklagten jedoch den Mangel an Gewalt und hielten die Animationen der menschlichen Charaktere für wenig beeindruckend.
Das Gameplay von Scarlet Dawn stieß auf gemischte Reaktionen. Den meisten Kritikern gefielen die größeren Gegnerhorden und die zusätzliche Strategie, die darin bestand, vor jeder Phase Spezialwaffen auszuwählen. Andere bemängelten die automatische Nachladefunktion. Gamerism bemängelte Einbrüche der Bildwiederholrate, die ihrer Meinung nach den Schwierigkeitsgrad des Spiels auf unfaire Weise erhöhten. Das Fehlen englischer Untertitel wurde ebenfalls kritisiert.
Die Bosskämpfe wurden als zu sehr geskriptet kritisiert. Chris Plante von Polygon sagte, dass die Kämpfe „dazu neigen, es ein wenig zu offensichtlich zu machen, dass ich nur einen Cursor dorthin richte, wo das Spiel es mir sagt, bis der Gesundheitsbalken Null erreicht, oder ich die spezielle Bewegung auslöse, die den tödlichen Schlag auslöst“ Einige Kritiker fanden vor allem den Endboss enttäuschend.